# José Antonio García Martín
José Antonio García Martín, nascido a 16 de agosto de 1996 em Fuente Vaqueros (Granada), é um ciclista espanhol membro da equipa Kometa Cycling Team. Como amador ganhou o Memorial Juan Manuel Santisteban e conseguiu vitórias de etapas na Volta a Segovia, Volta a Salamanca e Volta a Zamora.

## Palmarés
- Ainda não tem conseguido nenhuma vitória como profissional